# Обмежене спокутування
Обмежене спокутування (або особлива спокута, або особливе відкуплення) — доктрина християнського богослов'я й один з п'яти пунктів кальвінізму. У ньому стверджується, що сфера дії замісної спокути Ісуса Христа на хресті обмежена тими, хто визначений для спасіння, і що її основні переваги не надаються всьому людству, а призначені лише для віруючих. 

## Доктрина
Вчення про обмеженість спокути тісно пов'язане з вченням про природу спокути. Він також тісно пов'язаний з кальвіністським поглядом на приречення. Кальвіністи відстоюють теорію сатисфакції, яка була розроблена в працях Ансельма Кентерберійського і Томи Аквінського. Кальвіністська адаптація цієї теорії, відома як заміщення покарання, стверджує, що спокута Христа сплачує покарання за людські гріхи, тобто Христос бере на себе гнів Божий за гріхи й, відповідно, скасовує покарання, якого зазнали люди.
Кальвіністський погляд на приречення вчить, що Бог створив групу людей, які не обрали Його або не захотіли обрати Його (через тотальне розпутство), які спасаються незалежно від їхніх справ або прихильності. Ці люди змушені непереборною Божою благодаттю прийняти цю пропозицію спасіння, яке звершується через спокуту Христа.
Кальвіністське спокутування дехто називає «остаточним», оскільки вважає, що воно гарантує спасіння тих, за кого помер Христос. Вона означається «обмеженою» за охопленням, тому що поширює спасіння лише на обраних. Кальвіністи ж вважають, що сила спокути нічим не обмежена, тобто для них немає такого гріха, який би не був спокутуваний жертвою Христа. Серед англійських баптистів-кальвіністів вчення отримало назву партикулярного спокутування, що дало його прихильникам назву «партикулярні баптисти». Цей термін підкреслює намір Бога врятувати через спокуту конкретних людей, а не людство в цілому, як вважають загальні баптисти.
На практиці кальвіністські церкви не наголошують на цьому вченні, хіба що у порівнянні з іншими планами спасіння. Коли вона викладається, її основна мета, разом з іншими доктринами приречення, полягає в тому, щоб завоювати довіру віруючих. З цією метою церкви використовують цю доктрину для зміцнення віри в те, що «Христос помер за мене», як у писаннях Павла з Тарсу: «Я живу вірою в Сина Божого, що полюбив мене і віддав Себе за мене» (Гал. 2:201), а також для підкреслення ідеї про те, що Бог є суверенним у виконанні свого плану спасіння. Однак більшість кальвіністів вважають, що вони можуть вільно і щиро пропонувати спасіння всім в ім'я Бога, оскільки вони не знають, хто зарахований до числа обраних, і оскільки вони бачать себе інструментами Бога в здійсненні спасіння інших обраних. 